# Amfidromia
Amfidromia (řec., obcházení, obíhání) bylo ve starém Řecku rituální přijetí novorozence do rodiny a rodu. Několik dní po porodu se dítě nosilo v průvodu kolem domácího ohniště (odtud jeho název), zasvěceného bohyni Hestiá, a představovalo se tak zemřelým předkům. Podle některých přitom dostávalo i jméno.

## Popis
Popis obřadu se v různých pramenech liší. Podle středověké byzantské encyklopedie Suda se slavnost konala pátý den po narození. Nad vchodem do domu  se zavěšovala olivová větvička, pokud se narodil chlapec, a pentle, pokud to bylo děvče. Ženy, které pomáhaly při porodu, se nejprve rituálně očistily, a v průvodu nesly novorozené dítě okolo ohniště. Příbuzní a pozvaní hosté přinášeli dárky (hlavně pečené sépie) a podle jedné poznámky se přitom pilo nesmíšené víno.
Podle Aristotela se slavnost konala sedmý den. Suda kromě toho popisuje ještě slavnost dekaté (desátý den), kdy dítě přijal otec a dal mu jméno. Tím bylo teprve definitivně rozhodnuto, že dítě je legitimní a že nebude odloženo. Zda se jedná o dvě odlišné slavnosti, anebo jen varianty téhož v různých místech a společenských vrstvách, není jisté.